# Kankán

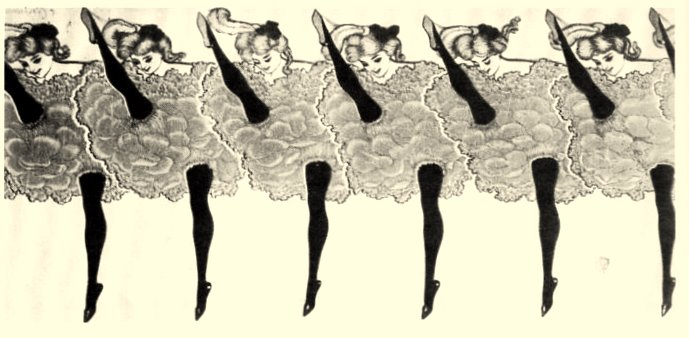
Kankán

Kankán (francouzsky cancan) je francouzský výstřední tanec s přednožováním, který má více než stoletou historii. Vznikl na předměstí Montmartre. Jeho domácím pódiem byl podnik Moulin Rouge. Společnost brala ze začátku kankán jako nevýslovnou nestoudnost, ale nakonec si svým svůdným vykopáváním získal publikum po celém světě. Skladatelem nejslavnější kankánové melodie (pod názvem Galop infernal) byl Jacques Offenbach a použita byla v operetě Orfeus v podsvětí. V dnešní době se s kankánem lze setkat v kabaretech.